# جلال الدين البلقيني
الإمام العلامة عبد الرحمن بن شيخ الإسلام سراج الدين عمر بن رسلان بن نصير بن صالح بن عبد الخالق بن عبد الحق، جلال الدين، أبو الفضل البلقيني الكناني من قبيلة كنانة العدنانية المصري ولادة

## مولده
ولد في القاهرة سنة 762 هـ وقيل 763 هـ، ونشأ في رحاب والده شيخ الإسلام سراج الدين البلقيني.

## طلبه للعلم وشيوخه
أكب على طلب العلم من صغره، وتفقه بوالده، ويُذكر أنه لم يكن له تقدم اشتغال في العربية، فلما حج شرب من ماء زمزم لفهمها، فمهر فيها في مدة يسيرة. أهم شيوخه:
- والده شيخ الإسلام سراج الدين البلقيني في الفقه .
- أبو الحسن علي الأيوبي الأصبهاني.
- الحافظ المحدث بهاء الدين بن خليل المتوفى سنة 777 هـ.

وغيرهم.

## مؤلفاته ومنزلته العلمية
- مواقع العلوم في مواقع النجوم، وهو من الكتب الرائدة في جمع علوم القرآن، ويعد من الكتب المتقدمة في هذا الفن بعد كتابات ابن الجوزي والزركشي، وقد اعتمد عليه الإمام جلال الدين السيوطي كثيرا في مؤلفاته في هذا الفن.
- الإفهام بما وقع في صحيح البخاري من الإبهام .
- بذل النصيحة في دفع الفضيحة .
- مناسبات أبواب تراجم البخاري .
- الكبائر والصغائر .
- جواب الأسئلة المكية .
- جواب الأسئلة المغربية .
- جواب الأسئلة اليمنية .
- نكت على منهاج الطالبين لالنووي .

ولي الجلال البلقيني القضاء لستة من السلاطين، الناصر فرج بن برقوق، وأخيه المنصور عبد العزيز، والخليفة المستعين بالله العباسي، والمؤيد شيخ المحمودي، وابنه المظفر أحمد، والظاهر ططر. وتتلمذ عليه كثيرون، أشهرهم قاضي القضاة ولي الدين العراقي.
قال عنه شيخ الإسلام الحافظ ابن حجر العسقلاني: ((كان من عجائب الدنيا في سرعة الفهم وجودة الحفظ)).

## وفاته
توفي في دمشق مسافراً ليلة الخميس حادي عشر شوال سنة 824 هـ، وحمله السلطان إلى مصر، وصلي عليه بالجامع الحاكمي، ودفن إلى جوار أبيه.

## تدريس مؤلفاته
يدرس كتابه مواقع العلوم في مواقع النجوم بالحرم المكي الشريف يلقيها الشيخ الدكتور عبد الرحمن بن معاضة الشهري